# Tommy Hampson
Tommy Hampson (eigentlich Thomas Hampson; * 28. Oktober 1907 in Clapham, London; † 4. September 1965 in Stevenage, Hertfordshire) war ein britischer Mittelstreckenläufer und Olympiasieger.
Während seines Studiums an der Universität Oxford bestritt Hampson keine wichtigen Rennen. 1930 war er mit seinem Studium fertig und war nunmehr Lehrer. Im gleichen Jahr gewann er die britischen AAA-Meisterschaften über 800 Yards, was er 1931 und 1932 wiederholte. Ebenfalls 1930 startete er für England bei den British Empire Games in Hamilton und gewann die Goldmedaille über 880 Yards, vor seinem Landsmann Reg Thomas (Silber) und dem Kanadier Alex Wilson (Bronze). Dies machte ihn zum Favoriten über 800 Meter für die Olympischen Spiele 1932 in Los Angeles.
Dort gewann er erwartungsgemäß die Goldmedaille im 800-Meter-Lauf vor den beiden Kanadiern Alex Wilson (Silber) und Phil Edwards (Bronze). Eine Silbermedaille gewann er in der 4-mal-400-Meter-Staffel, zusammen mit seinen Teamkollegen Crew Stoneley, Lord Burghley und Godfrey Rampling hinter dem Team aus den USA und vor dem Team aus Kanada. 
Im selben Jahr zog er sich vom Sport zurück und arbeitete die nächsten Jahre als Lehrer. Einige Jahre später wurde er Ausbilder bei der britischen Royal Air Force, ein Beruf, den er bis nach dem Zweiten Weltkrieg ausübte.